# Antoniotto Invrea
Il Serenissimo Antoniotto Invrea (Genova, 1588 – Genova, 1669) fu il 116º doge della Repubblica di Genova, re di Corsica e marchese di Pontinvrea.

## Biografia

Stemma nobiliare degli Invrea

Nativo di Genova, nacque nel 1588 da Giovanni Battista Invrea (marchese di Pontinvrea) e Pellegra Sauli. Secondo le fonti storiche intraprese gli studi letterari e giurisprudenziali presso l'Università di Parma, ma preferì poi abbracciare l'esercizio delle armi al fianco della Repubblica di Genova dove prese servizio all'età di 35 anni, dopo un'iniziale carriera presso il Banco di San Giorgio.
Impegnato nelle azioni militari in difesa del capoluogo ligure nel corso della guerra contro il Ducato di Savoia (1625), successivamente ricoprì incarichi di stato e di rappresentanza per lo stato genovese; nel 1633 il nome di Antoniotto Invrea lo si ritrova tra i supremi sindacatori chiamati a valutare (favorevolmente) l'operato dell'ex doge Andrea Spinola per la successiva nomina di quest'ultimo a procuratore perpetuo.
Nel periodo precedente al mandato dogale fu per tre volte senatore della Repubblica e ancora si impiegò nelle Compere del banco genovese. Già Inquisitore di Stato - carica che in passato rifiutò una volta - l'Invrea lasciò l'incarico per la nomina del Gran Consiglio a nuovo doge di Genova il 28 marzo 1661 dopo l'improvvisa morte, sette giorni prima, del suo predecessore Gian Bernardo Frugoni. In qualità di doge fu investito anche della correlata carica biennale di re di Corsica.
Nel suo dogato - il settantunesimo in successione biennale e il centosedicesimo nella storia repubblicana - mantenne rapporti diplomatici e politici con la Francia di Luigi XIV e l'Inghilterra di Carlo II. Nelle vesti di massima carica dello stato presenziò alla festa presso la cappella dogale di palazzo Ducale per il matrimonio del figlio Ottaviano con Sofonisba Raggio.
Il 29 marzo del 1663 terminò il suo mandato a doge, fu nominato procuratore perpetuo e riprese le proprie attività personali. Deceduto a Genova nel corso del 1669 Antoniotto Invrea trovò sepoltura all'interno della basilica della Santissima Annunziata del Vastato.

## Vita privata
Dal matrimonio con Caterina De Franchi Toso ebbe cinque figli: Ottaviano (sposato con Sofonisba Raggi), Federico, Francesco (doge di Genova nel 1693-1695), Anna Isabella (sposa di Rodolfo Maria I Brignole, marchese di Groppoli) e Pellegra (moglie di Giannettino Odone, doge di Genova nel 1677-1679).